# ロッテンハッツ
ロッテンハッツ（Rotten Hats）は日本の6人組バンドである。
バンド名の由来は　ロバート・ワイアット（Robert wyatt)が1985年にリリースしたアルバム「Old Rottenhat」から得たものである。

## 略歴・概要
- 1989年、ネオGSシーンで活躍していた「ワウワウ・ヒッピーズ」の木暮晋也、高桑圭、白根賢一と元「ザ・ハワイズ」の中森泰弘、元「ペイズリーブルー」の真城めぐみで結成。
- 結成当初は「ワウワウ・ヒッピーズ」解散後の木暮晋也と片寄明人が組んだ二人きりのアコースティックデュオとして活動開始、都内での初ライブにて、片寄は「僕はずっといつか木暮と絶対に音楽をやりたいと思っていた」と、木暮への絶大な音楽的信頼ともいえる思いを吐露。また、結成当時にあっても、片寄はギターをあまり弾けなかったようで、木暮にギター奏法を伝授してもらっていたらしい。
- 二度目のライブから真城がコーラスで加入し、続いて間もなく、中森がマンドリン担当で加入。数か月、都内のライブハウスで月１～２回程度のペースで活動をしていたが、ある時、元「ワウワウ・ヒッピーズ」の高桑、白根が、それぞれベースとドラムスで参加。この時から「ロッテンハッツ」の音楽性はアコースティックな"甘酸っぱい"ギターデュオから、所謂バンド編成へと移行した。
- それ以前の高桑と白根は、これまたネオGS畑の元「20ヒッツ」ギターの山岸ケンと三人で、ガレージインストギターバンド「グレイト3」と解散前の「ワウワウ・ヒッピーズ」との活動を並行して行っており、「ロッテンハッツ」加入後も「グレイト3」の活動は不定期でやっていたもよう。因みに山岸ケンとは「ファントムギフト」のナポレオン山岸の弟である。
- メンバーの音的嗜好の根底にモータウン好きがあるせいなのか、バンド編成となった6人メンバー全員がソロ歌唱可能であった。
- アコースティック・ギターの他にも、バンジョー、マンドリン、ウッドベースなどを使用し、カントリー、スワンプ・ロック、テックス・メックスなどのアメリカン・ルーツ・ミュージックやAORなどを取り入れたサウンドを得意とした。
- ライブハウスなどで活動し、メジャーデビュー直後のORIGINAL LOVEの前座を務めたこともあった。
- UKプロジェクトからインディーズリリース後、1992年11月1日、キューン・ソニーレコード（現キューンミュージック）からメジャーデビュー。メジャーでの2枚のアルバムは、佐橋佳幸がプロデュース、編曲を務めた。
- 1993年、『SURF&SNOW』（TBSラジオ）のエンディングテーマを担当、同年4月から流れ始める（1994年10月まで）。同年4月から、『サイバーテレフォンリクエスト』（BAY-FM）内の番組『ミッドナイトカレイドスコープ』（毎週月曜日～木曜日26:40～26:50頃）のDJを1994年3月まで担当するが、メンバーそれぞれの音楽性に相違が生じたのが元となって、その1994年に解散。片寄・高桑・白根はGREAT3を、真城・木暮・中森はヒックスヴィルを結成した。

## メンバー
- 片寄 明人　（かたよせ あきと、1968年5月23日 - 、東京都出身、B型　ボーカル・ギター）
- 真城 めぐみ　（ましろ めぐみ、1965年7月12日 - 、神奈川県出身、B型　ボーカル、コーラス）
- 木暮 晋也　（こぐれ しんや、1966年12月17日 - 、大阪府出身、A型　ギター、バンジョー、ボーカル）
- 中森 泰弘　（なかもり やすひろ、1959年3月3日-、長崎県出身、A型　ギター、マンドリン、ボーカル）
- 高桑 圭　（たかくわ きよし、1967年9月17日 - 、オーストラリア出身、O型　ベース、ボーカル）
- 白根 賢一　（しらね けんいち、1968年1月11日 - 、東京都出身、A型　ドラム、コーラス）

## ディスコグラフィー

### シングル
|        | 発売日        | タイトル          | カップリング     | 備考 |
| ------ | ------------- | ----------------- | ---------------- | ---- |
| Indies | 1991年11月    | CHRISTMAS FOR YOU |                  |      |
| 1st    | 1992年11月1日 | STAY              | ALWAYS           |      |
| 2nd    | 1993年4月21日 | WORDS OF LOVE     | BYE BYE OLD DAYS |      |
| 3rd    | 1993年9月9日  | CRAZY LOVE        | SO FAR           |      |

## タイアップ一覧
| 使用年 | 曲名             | タイアップ                                                  |
| ------ | ---------------- | ----------------------------------------------------------- |
| 1992年 | STAY             | TBS系ドラマ『ホームワーク』挿入歌                           |
| 1993年 | Bye Bye Old Days | TBSラジオ『SURF&SNOW』エンディングテーマ（1993年 - 1994年） |